# 3. korpus ARBiH
Treći korpus Armije Republike Bosne i Hercegovine je jedan od sedam korpusa koji je za vrijeme rata u Bosni i Hercegovini djelovao u sastavu Armije Republike Bosne i Hercegovine. Osnovan je 1. decembra 1992. godine, na osnovu odluke od 18. avgusta kojom je tadašnji komandant Štaba Vrhovne komande Sefer Halilović naredio osnivanje vojnih korpusa. Sjedište korpusa je bilo u Zenici.

## Istorija
Prije zvaničnog otpočinjanja Rata u Bosni i Hercegovini, uglavnom u tajnosti i samoinicijativno, dolazilo je do formiranja jedinica različitih veličina koje su za cilj imale odbranu Republike Bosne i Hercegovine u slučaju nadolazećeg rata. Nakon što su se slutnje o opasnosti za građane i obistinile ovom poslu se prišlo brže i organizovanije, tako da se već u aprilu i maju 1992. godine formiraju jedinice veličine bataljona i brigade koje će u narednom periodu biti okosnica budućeg korpusa Armije Republike Bosne i Hercegovine. Samo u Zenici je u maju iste godine djelovalo nekoliko samostalnih bataljona koji su 18. maja ukrupljeni u Prvu zeničku brigadu. Slična situacija je bila i na drugim slobodnim teritorijama a te formirane jedinice su uglavnom djelovale samostalno. Upravo iz tog razloga i potrebe za organizovanijim otporom, Predsjedništvo Republike Bosne i Hercegovine je 18. avgusta donijelo odluku o podjeli zona odgovornosti budućih pet vojnih korpusa koji bi bili potčinjeni već formiranom Štabu Vrhovne komande Armije RBiH. Ova odluka je bila povod za osnivanje korpusa a predviđala je da se cjelokupna teritorija Bosne i Hercegovine podijeli na pet zona na kojoj bi trebalo da djeluju korpusi Armije RBiH. Na osnovu te odluke zamišljeno je da zona koju bi pokrivao 3. korpus obuhvata i Banju Luku, gdje je trebalo da bude i sjedište komande korpusa; međutim, zbog toga što je Banja Luka već bila pod kontrolom zagovornika Republike Srpske, za privremeno sjediše odabrana je Zenica. Dana 29. septembra iste godine, u skladu s već pomenutom odlukom Predsjedništva od 18. avgusta, Štab Vrhovne komande je naredio da se svi Okružni štabovi Teritorijalne odbrane Bosne i Hercegovine (OkŠTO) prepotčine korpusu.
Dana 9. novembra načelnik Štaba Vrhovne komande, Sefer Halilović, naredio je osnivanje određenih jedinica u sklopu 3. korpusa, a s ciljem zaustavljanja sukoba koji su bjesnili u nekim opštinama zone odgovornosti korpusa, kao i omogućavanja spajanja različitih štabova s jedinicama TO. Zbog izvršavanja ovog zadatka iz Sarajeva je u Srednju Bosnu stigao Enver Hadžihasanović, kao prvozaduženi za izvršavanje naredbe načelnika Štaba Vrhovne komande Halilovića. Kao rezultat tih radnji, 1. decembra 1992. godine osnovan je 3. korpus Armije RBiH, o čemu je istog dana Enver Hadžihasanović obavijestio Halilovića o izvršenju zadate naredbe. Prvi njegov komandant postao je upravo Enver Hadžihasanović.

## Organizacija i zona odgovornosti
Na osnovu odluke od 18. avgusta 1992. godine o podjeli zona odgovornosti, 3. korpusu je pripala zona odgovornosti koja je obuhvatala srednju Bosnu i dio Bosanske krajine, uključujući opštine: Banja Luka, Bosanska Dubica, Bosanska Gradiška, Čelinac, Prnjavor, Srbac. Zbog borbi, zona odgovornosti je naknadno promijenjena i u nju je uključena opština Vareš. Ova zona odgovornosti se mijenjala tokom postojanja korpusa, s obzirom na to da je do zvaničnog formiranja 3. korpusa veći dio ove zone odgovornosti bio pod kontrolom zagovornika RS. Daljim organizacionim jačanjem Armije RBiH pod ovu zonu odgovornosti su potpale i opštine Maglaj i Tešanj.

### Štab 3. korpusa
Štab 3. korpusa (koji je trebalo da se nalazi u Banjoj Luci, ali je zbog zauzimanja tog grada od snaga RS formiran u Zenici) sastojao se od nekoliko organa. 
Njegova struktura u potpunosti je ocrtavala strukturu Štaba Vrhovne komande Armije RBiH.
Sastojao se od sljedećih jedinica:
- Centar za operativno komandovanje — Ovaj centar je bio zadužen za prikupljanje svih informacije koje su se ticale zone odgovornosti koju je pokrivao ovaj korpus. Informacije su prikupljane iz svih mogućih izvora, kao što su civilne strukture, potčinjene jedinice, nadređene komande i MUP. Informacije su selektovane a one za koje se smatralo da us važne, prenošene su Komandi korpusa. To je bilo jedino mjesto gdje su se slijevale sve prikupljene informacije a centar je zbog svoje važnosti za komandu korpusa radio neprekidno 24 sata na dan. Komanda 3. korpusa je izvještaj koji je dobijala iz ovog centra takođe svakodnevno slala na znanje Štabu Vrhovne komande Armije RBiH.
- Centar za vezu — Ovaj centar je imao zadatak planiranja i organizovanja svih veza u sklopu Komande. U strukturi ovog centra postojala je i niža organizaciona jedinica tj. organ za kriptozaštitu koji je bio zadužen za kriptovanje informacija koje su se slale posredstvom ovog centra.
- Služba vojne bezbjednosti — Ova služba je obuhvatala poslove kontrašpijunaže, fizičke zaštite štabova i drugih vitalnih objekata važnih za korpus i odbranu. U njenom sastavu se nalazila i vojna policija.

Ovaj centar u štabu 3. korpusa je bio donekle specifičan jer je bio odgovoran dvostrukom komandnom lancu, i to: komandnom lancu vojne komande koja se nalazila pok rukovodstvom načelnika Štaba Vrhovne komande, i komandnom lancu vojne bezbjednosti na čijem čelu se nalazio ministar odbrane. Pomoćnici komandanta za bezbjednost u 3. korpusu su bili dužni da svoje jedinice, kao i načelnike bezbjednosti, u 3. korpusu informišu kako o stanju u svojoj zoni odgovornosti tako i o bezbjednosnoj situaciji.

### Komanda

#### Komandanti
1. Enver Hadžihasanović — prvi komandant (novembar 1992 — 1. novembar 1993)[2]
2. Mehmed Alagić — drugi komandant (1. novembar 1993[3] — 26. februar 1994)
3. Sakib Mahmuljin — treći komandant (26. februar 1994. — ?)
4. Kadir Jusić — četvrti komadant

### Operativne grupe 3. korpusa
U februaru 1993. godine tadašnji komandant 3. korpusa, Enver Hadžihasanović, izdao je naređenje za osnivanje operativnih grupa, čiji je zadatak bio povezivanje komandnog lanca između jedinica na terenu i Komande korpusa. Na osnovu te naredbe, 8. marta iste godine osnovane su četiri operativne grupe:
1. Operativna grupa Bosanska krajina sa sjedištem u Travniku, u čiju su nadležnost između ostalih ušle i 7. i 17. brigada; u junu 1993. godine operativnoj grupi su potčinjene i 306. i 325. brigada, a od osnivanja OG njom je komandovao Mehmed Alagić sve do novembra 1993. godine — kada je imenovan za komandanta 3. korpusa umjesto Envera Hadžihasanovića
2. Operativna grupa Lašva sa sjedištem u Kaknju
3. Operativna grupa Bosna sa sjedištem u Žepču ili Zavidovićima
4. Operativna grupa Zapad sa sjedištem u Bugojnu; komadant Selmo Cikotić

Operativna grupa Visoko sa sjedištem u Visokom, koja je prvobitno pripadala 1. korpusu Armije RBiH, aprila 1993. godine preimenovana je u operativnu grupu Istok i jedno se vrijeme nalazila u sastavu 3. korpusa. Ova operativna grupa je kasnije pripojena 6. korpusu Armije RBiH.

#### Jedinice 3. korpusa
Operativna grupa Bosanska krajina:
- 7. muslimanska viteška oslobodilačka brigada
- 17. viteška krajiška brdska brigada
- 306. brigada (jedno vrijeme pripadala Operativnoj grupi Zapad)
- 325. brigada

Operativna grupa Lašva:
- 309. brigada
- 325. brigada
- 333. brigada

Operativna grupa Bosna:
- 318. brigada
- 319. brigada

Operativna grupa Zapad:
- 307. brigada
- 308. brigada
- 312. brigada

Operativna grupa 7-Jug:
- 372. viteška brdska brigada Garava
- 373. motorizovana brigada Doboj
- 374. slavna brdska brigada Teslić
- 377. viteška pousorska ljuta brigada Jelah

U korpusu je bilo i nekoliko brigada odnosno jedinica koje su naređenja primale direktno od Komande 3. koprusa, a to su sljedeće jedinice:
- 301. brigada
- 303. viteška brdska brigada
- 314. brdska brigada
- El Mudžahid
- Vojna policija 3. korpusa ARBiH

## Odlikovanja
Tokom ratnog puta, mnoge jedinice i pripadnici korpusa odlikovani su kolektivnim i pojedinačnim odlikovanjima. Šest jedinica iz sastava ovog korpusa je odlikovano najvišim kolektivnim priznanjem viteška, dok je epitet slavna ponijelo sedam brigada.
Za značajna postignuća u odbrani Republike Bosne i Hercegovine, 277 pripadnika 3. korpusa odlikovano je ordenom Zlatni ljiljan, 41 ordenom Zlatna policijska značka, četiri Ordenom za hrabrost i jedan Medaljom za hrabrost.

## Spoljašnje veze
- Treći korpus Armije Republike Bosne i Hercegovine na sajtu Vojska.net (arhiva)